# Anquan Boldin
Anquan Kenmile Boldin (* 3. Oktober 1980 in Pahokee, Florida) ist ein ehemaliger US-amerikanischer American-Football-Spieler auf der Position des Wide Receivers. Er spielte in der National Football League (NFL), unter anderem für die Arizona Cardinals, die Baltimore Ravens, die San Francisco 49ers und die Detroit Lions. Mit den Ravens gewann er den Super Bowl (XLVII).

## College Football
Anquan Boldin spielte College Football für die Florida State University. In 23 Spielen fing er insgesamt 118 Pässe für 1.790 Yards Raumgewinn und 21 Touchdowns.

## NFL-Karriere
Beim NFL Draft 2003 wurde Boldin von den Arizona Cardinals in der zweiten Runde als 54. Spieler ausgewählt.

### Arizona Cardinals
In seiner ersten Saison in der NFL brach Boldin zahlreiche Rekorde. So stellte er in seinem ersten NFL-Spiel mit 217 erzielten Receiving-Yards einen neuen Debüt-Rekord auf und fing in der gesamten Saison 101 Pässe für 1.377 Yards. Beim Pro Bowl 2004 war er der einzige nominierte Rookie. Nach seiner ersten Saison wurde er zum Offensive Rookie of the Year gewählt. In seinen restlichen sechs Saisons in Arizona brach Boldin noch einige weitere Rekorde (z. B. am schnellsten 500 gefangene Pässe in der NFL). Er wurde noch zwei Mal in den Pro Bowl gewählt.

### Baltimore Ravens
Am 5. März 2010 wechselte Boldin zusammen mit einem Draftrecht in der 5. Runde von den Arizona Cardinals, die im Austausch zwei Draftrechte (Runde 3 und 4) erhielten, zu den Baltimore Ravens. In seiner dritten und letzten Saison bei den Ravens gewann er mit seinem Verein den Super Bowl XLVII.

### San Francisco 49ers
Am 11. März 2013 wechselte Boldin zu den San Francisco 49ers. Die Ravens erhielten im Tausch ein Draftrecht in der sechsten Runde von den 49ers. In seinem ersten Spiel bei seinem neuen Verein fing Boldin 13 Pässe für 208 Yards Raumgewinn und einen Touchdown. Er wurde somit der erste Spieler, der für drei Mannschaften in seinem jeweils ersten Spiel mehr als 100 Yards Raumgewinn schaffte.

### Detroit Lions
Während der Off-Season 2016 verpflichteten ihn die Detroit Lions für ein Jahr.
Nach der Saison 2016 wurde er von den Lions in die Free Agency entlassen.

### Buffalo Bills
Am 7. August 2017 unterschrieb Boldin einen Vertrag bei den Buffalo Bills.
Nur 13 Tage nach seiner Vertragsunterzeichnung bei den Bills erklärte Boldin am 21. August 2017 überraschend sein Karriereende und seinen Rücktritt aus der NFL.

### Receiving-Statistik
| Jahr   | Team   | Rec   | Yards  | Avg  | Lng | TD | Fmb | Fmb lst |
| ------ | ------ | ----- | ------ | ---- | --- | -- | --- | ------- |
| 2003   | ARI    | 101   | 1.377  | 13,6 | 71T | 8  | 3   | 3       |
| 2004   | ARI    | 56    | 623    | 11,1 | 31T | 1  | 1   | 1       |
| 2005   | ARI    | 102   | 1.402  | 13,7 | 54T | 7  | 2   | 1       |
| 2006   | ARI    | 83    | 1.203  | 14,5 | 64  | 4  | 1   | 0       |
| 2007   | ARI    | 71    | 853    | 12,0 | 44T | 9  | 2   | 1       |
| 2008   | ARI    | 89    | 1.038  | 11,7 | 79T | 11 | 4   | 3       |
| 2009   | ARI    | 84    | 1.024  | 12,2 | 44  | 4  | 3   | 2       |
| 2010   | BAL    | 64    | 837    | 13,1 | 61  | 7  | 1   | 1       |
| 2011   | BAL    | 57    | 887    | 15,6 | 56  | 3  | 0   | 0       |
| 2012   | BAL    | 65    | 921    | 14,2 | 43  | 4  | 0   | 0       |
| 2013   | SF     | 85    | 1.179  | 13,9 | 63  | 7  | 0   | 0       |
| 2014   | SF     | 83    | 1.062  | 12,8 | 76T | 5  | 0   | 0       |
| 2015   | SF     | 69    | 789    | 11,4 | 51  | 4  | 1   | 1       |
| 2016   | DET    | 67    | 584    | 8,7  | 35T | 8  | 0   | 0       |
| Gesamt | Gesamt | 1.076 | 13.779 | 12,8 | 79  | 82 | 18  | 13      |